# Buibui abyssinica
Buibui abyssinica är en spindelart som beskrevs av Griswold 200. Buibui abyssinica ingår i släktet Buibui och familjen Cyatholipidae.
Artens utbredningsområde är Etiopien. Inga underarter finns listade.